# Tavak völgye (Mongólia)
A Tavak völgye (mongol nyelven: Нууруудын хөндий, magyarra átírva: Núrúdin höndij) hegyközi lefolyástalan medence Mongólia délnyugati részén, Bajanhongor tartományban és kisebb részben Dél-Hangáj tartomány déli felén.

## Jellemzői
A völgy északon a Hangáj-hegység platója és délen a Góbi-Altaj hegyei által közrezárt száraz, enyhén hullámos vidék. 1000-1400 m tengerszint feletti magasságban fekszik, hossza kb. 500 km, legnagyobb szélessége 100 km. Laza üledékkel kitöltött kisebb medencék sorából áll, melyeket alacsony dombok, sziklás gerincek választanak el egymástól. Területe nagyrészt félsivatag, ahol gyér a növényzet, homok-, szoloncsak- és felrepedezett agyagos talajok (takir) az uralkodók.

## Tavak, folyók
Jellemzői a kisebb-nagyobb lefolyástalan sóstavak, melyek mérete és partvonala a szárazabb vagy csapadékosabb évektől függően állandóan változik. A költözőmadarak vonulási útvonalain fontos pihenőhelyül szolgálnak. Északról, a Hangáj-hegységből kisebb folyók indulnak le a medence felé, de többségük vize elvész a száraz félsivatagban. A tavakat tápláló jelentősebb folyók: a Bajdrag (Байдраг гол, kb. 300 km), a Tüj (Түйн гол) és a Tácin (Таацын гол).

### Jelentősebb tavai
- Bőn-Cagán-tó (Бөөн цагаан нуур) – a völgy legnagyobb tava, 1311 m magasságban terül el. Területe 252 km2, legnagyobb hossza 24 km, legmélyebb része 15-16 m. Partjai laposak, helyenként mocsarasak. Ide ömlik a Bajdrag nagyobbik ága.
- Adgín-Cagán-tó (Адгийн цагаан нуур) – az előzőtől keletre fekszik, a Bajdrag mellékága táplálja, ha vize nem vész el a félsivatagban.
- Tácin-Cagán-tó  (Таацын цагаан нуур) – a négy közül a legkisebb tó, beléömlik az azonos nevű folyó.
- Orog-tó (Орог-нуур) – közvetlenül a Góbi-Altajhoz tartozó Ih Bogd-hegység északi lábánál, 1216 m magasságban fekszik. Területe 140 km2, legmélyebb része 4,5 m. Csapadékos években édesvízű, szárazabb években vize kissé sós. Ide ömlik a Tüj (Tüjn gol). [1]

A völgy négy tavát 1998-ban fölvették a ramsari egyezmény jegyzékébe mint a vizes élőhelyek egyik nemzetközi jelentőségű helyszínét.